# St. Croix River (Maine-New Brunswick)
Der St. Croix River (in Kanada; französisch Fleuve Sainte-Croix; Saint Croix River in den USA) ist ein Fluss im nordöstlichen Nordamerika, der einen Teil der Grenze zwischen den Vereinigten Staaten und Kanada bildet – genauer gesagt zwischen dem US-Bundesstaat Maine und der kanadischen Provinz New Brunswick.
Seine Quelle liegt im Chiputneticook Lake und die Mündung in der Passamaquoddy Bay im Atlantischen Ozean. Der St. Croix River durchfließt eine Reihe von natürlichen Seen, das sind in nordsüdlicher Richtung der North Lake, der East Grand Lake, der Spednic Lake, der Palfrey Lake, der Grand Falls Lake, und mündet bei St. Stephen und Calais in die Passamaquoddy Bay.
An der Mündung Flusses zwischen Calais/St. Stephen und Robbinston/St. Andrews gibt es einen Meeresarm von rund 25 km Länge. Bedingt durch den enormen Tidenhub von rund sieben Metern entsteht hier eine Gezeitenwelle, die den Strom hinaufgedrückt wird.
Der St. Croix River bildet zwei unterschiedliche geographische Zonen, am Oberlauf ein ausgedehntes Seengebiet und am Unterlauf den eigentlichen Fluss, begrenzt von bewaldeten abgerundeten Hügeln, granitenen Felsen und eiszeitlichem Geröll. Seltene und gefährdete Pflanzen und Tiere sind hier zu finden, wie zum Beispiel die Kardinalslobelie, die hochbuschige Blaubeere, der Schneeball, der Weißkopfseeadler und der Fischadler.

## Geschichte
Schon vor rund 12.000 Jahren waren, wie archäologische Funde beweisen, die Ufer des St. Croix River besiedelt. Viele Jahrhunderte lang war der Fluss eine Wasserstraße für die Passamaquoddy, die an der Küste Fische fingen und Muscheln sammelten. Im Jahr 1604 erreichten die ersten französischen Kolonisten in Nordamerika, Pierre Dugua de Mons und Samuel de Champlain den Fluss und errichteten auf der kleinen Saint Croix Island etwa 6 oberhalb der Mündung die erste französische Siedlung Nordamerikas. Nach nur einem Winter zogen die meisten von ihnen weiter in die Bay of Fundy. In den gewaltsamen Auseinandersetzungen zwischen britischen und französischen Siedlern um die Vorherrschaft in Nordamerika wurden die Siedlungen um den Fluss verwüstet, die Region wurde zum Niemandsland zwischen den Fronten und war nur noch von Indianern dünn besiedelt. Nach dem Amerikanischen Unabhängigkeitskrieg wurde 1783 im Frieden von Paris der Saint Croix River zur Grenze zwischen den nun unabhängigen Vereinigten Staaten und dem britischen Kolonialgebiet Kanadas erklärt, allerdings war nicht mehr genau bekannt, welcher Fluss der ursprüngliche Saint Croix war. Erst 1793 fand der Kanadier Robert Pagan mit Hilfe einer Kopie von Champlains Landkarte Saint Croix Island und dort die Ruinen der Siedlung, die er durch französisches Porzellan identifizieren kann. Dadurch wurde der Grenzstreit beigelegt.
In der Folge siedelten Amerikaner und Loyalisten am St. Croix River und machten die Region zum Zentrum des Schiffbaus und Holzhandels. Hunderte von Schiffen wurden in den hier ansässigen Werften aus einheimischem Holz gebaut. Um das für den Schiffbau benötigte Holz aus dem Inland heranzuschaffen, wurden Tausende an Arbeitern und Pferden benötigt, die Bäume fällten, die Baumstämme zum Fluss und dann hinab zu den fast 140 Sägemühlen flößten. Heute zeugen die Namen von Orten wie Upper Mills und Milltown von der Existenz dieser Sägemühlen. Die letzten Stämme wurden 1965 auf dem St. Croix River geflößt. Heute werden die Baumstämme per Lastkraftwagen in die 1907 errichtete Zellstofffabrik in Woodland transportiert.
In den späten 1880er Jahren wurde eine Eisenbahnlinie zunächst bis St. Andrews und später bis Vanceboro und McAdam gebaut und brachte wohlhabende Touristen aus Montreal und Boston an den St. Croix River, die den Ort St. Andrews zur Sommerfrische machten. 1900 erbaute die Canadian Pacific Railway den Bahnhof in McAdams (McAdam Railway Station), der heute eine National Historic Site (Nationalhistorische Sehenswürdigkeit) ist. Saint Croix Island ist als Gedenkstätte vom Typ eines International Historic Site ausgewiesen und wird vom US-amerikanischen National Park Service in Kooperation mit Parcs Canada verwaltet.